# Jules Migeon
Pour les articles homonymes, voir Migeon.
Jules, comte Migeon, né le 7 février 1815 à Méziré et mort le 26 mars 1868 à Zoug, est un homme de lettres et homme politique français.

## Biographie
Fils de Jean-Baptiste Migeon, il termina à Paris ses études classiques, commencées dans son pays natal. En 1844, il débuta dans la littérature par quelques nouvelles données au journal Le Pionnier, puis il publia un roman intitulé: Louise. Ensuite, il se fit connaître par des travaux d'histoire et d'économie politique: La France et ses institutions (1846). 
Connu pour ses opinions conservatrices, Migeon fut porté par les monarchistes du Haut-Rhin candidat à l'Assemblée législative, lors de l'élection partielle du 10 mars 1849, motivée par la déchéance de trois représentants du Haut-Rhin, condamnés pour l'affaire du 13 juin. Il fut élu représentant, prit place à droite, dans les rangs de la majorité, et appuya le gouvernement de l'Élysée. Après le coup d'État, il obtint le patronage officiel, et fut envoyé, le 29 février 1852, au Corps législatif par la 3e circonscription du Haut-Rhin. Là encore, il appartint à la majorité, s'associa au rétablissement de l'Empire, et opina d'abord avec la droite dynastique. 
Mais ayant perdu l'appui de l'administration aux élections du 22 juin 1857, ce fut contre elle qu'il engagea la lutte et qu'il se fit réélire. Le gouvernement ordonna sur cette élection une enquête administrative et judiciaire. On accumula contre Migeon un grand nombre d'accusations. Il fut poursuivi devant le tribunal correctionnel de Colmar et condamné à deux mois de prison. Il donna alors sa démission de député, se représenta et obtint la confirmation de son mandat législatif, le 16 mai 1858. Cette nouvelle élection fut annulée par la Chambre, et, le 26 mars 1859, Migeon, qui s'était représenté encore devant ses électeurs, ne réunit plus que 10 978 voix contre 18 509 à Keller, élu. Il fit une dernière tentative, également infructueuse, le 1er juin 1863: il recueillit alors 12 309 voix contre 13 829 à l'élu officiel, West. Migeon était conseiller général du Haut-Rhin.
Il fut chevalier de Saint-Sylvestre et fait comte romain le 10 décembre 1842 par le pape Grégoire XVI.